# Чорнильне серце (роман)
«Чорни́льне се́рце» (нім. Tintenherz) — перша книга з «Чорнильної трилогії» німецької письменниці Корнелії Функе. Вийшла друком у 2003 році.
Переклад українською мовою Олекси Логвиненка (2009). Друга частина трилогії «Чорнильна кров» (2005) перекладена українською  мовою Світланою Сліпченко та Любомиром Уланським (2010). Третю частину «Чорнильна смерть» (2007) переклав українською Петро Таращук (2010).

## Сюжет роману
Мортімер, батько дванадцятирічної Меґі, володіє дивовижною здатністю: коли він читає вголос, герої книг оживають, але є і побічний ефект: на сторінки книги потрапляє хто-небудь з оточуючих. Так одного разу в будинку Меггі з'явився запеклий лиходій з книги «Чорнильне серце» Каприкорн, його вірний слуга Баста, а також мандрівний пожирач вогню Вогнерукий, а замість них в казці виявилася мама Меггі. Каприкорну припав до душі наш світ, і він вирішив знищити всі екземпляри книги зі своєю історією, крім одного, який ретельно охороняється. Однак є принаймні дві людини, які хочуть дістати хоч який-небудь екземпляр історії - Мо, тому що він вірить, що в цій книзі живе його дружина, і Вогнерукий, тому що він безмежно сумує за своїми рідними. 
12-річна Меггі бачить за вікном незнайомця і повідомляє про це батькові Мортімеру (або Мо, як Меггі його називає). Її батько запрошує незнайомця, який представляється Вогнеруким. Мо і Вогнерукий, здається, знають одне одного, причому останній позначає першого як "Чарівновустий". Мо та Вогнерукий йдуть до майстерні Мо, де Мо працює палітурником. Вогнерукий попереджає Мо, що його шукає чоловік на ім’я Каприкорн. Наступного ранку Мо несподівано оголошує, що вони з Меґі повинні піти до будинку тітки Елінор, де Мо має поправити кілька книг. Вони зустрічають Вогнерукого, який приєднується до них по дорозі до будинку Елінор. Коли вони приїжджають, Елінор здається незадоволеною, але впускає їх. Її будинок, як у Мо та Меггі, повний книг. Через деякий час Мо захопили люди з незвичними іменами і прихопили з собою книгу "Чорнильне серце", яку Каприкорн відчайдушно хоче мати. Меггі та Елінор розповідають поліції, але поліція вважає, що вони зійшли з глузду. Меггі, Елінор і Вогнерукий вирушили в село Каприкорна, де утримували Мортимера. Вони зустрічають охоронця на ім'я Баста, який впізнає Вогнерукого. Їх ведуть до будинку Каприкорна і Меггі дістає справжню книгу "Чорнильне серце". Елінор і Меггі кидають у камеру, де утримується Мо, і вони возз'єднуються.  
Вранці Каприкорн змусив Мо читати Казки з "Тисячі та однієї ночі" і з книги з’являється хлопчик Фарид. Полонених повертають до камер разом із Фаридом. Вогнерукий спробував усіх врятувати. Полонені втікають з  села Каприкорна. Вогнерукий, Меггі та Мо йдуть до будинку автора книги Феноліо, щоб отримати копію книги, оскільки Каприкорн спалив усі примірники. Феноліо цікаво дізнатись, що його герої ожили, але він не може допомогти, бо жодної книжки у нього немає. 
Через деякий час Баста та Пласконіс находять Феноліо та Меггі і забирають їх до Каприкорна. Побачивши Каприкорна, Феноліо розкриває справжнє минуле Козерога. Батько його був ковалем, а не лицарем, а мати Мортола, або Сорока, була просто головною служницею, а не принцесою.  Каприкорн забирає їх у камеру на горищі свого будинку, де Меггі виявляє, що вона також має дивовижну здатність оживлювати героїв. 
Феноліо починає писати книгу з зустрічним прокляттям, яке Меггі повинна прочитати, щоб знищити жахливого лиходія під назвою Привид. Ґвін - рогата куниця Вогнерукого передає записки туди-сюди між Мо і Меггі, написані ельфійською мовою, щоб повідомити їх, що відбувається.
Меггі змушена одягнути білу сукню для читання, а в рукаві, як і було заплановано, зафіксовано прокляття Привида Вона також просить побачити Вогнерукому і знаходить свою маму Резу. Фарид і Мо підпалили будинок Каприкорна, всі звертають увагу на вогонь. Меггі починає читання рукописної історії Феноліо. Меггі створює Привида і обертає його проти його господаря. Коли Меґі не в змозі прочитати вбивчий уривок, Мо знаходить і читає слова, які стають фатальними для Каприкорна. 

## Герої книги

### Меггі
Головна героїня, амбіційна і смілива дванадцятирічна дівчинка, яка любить читати. У неї світле волосся і блакитні очі. Пристрасть до книжок вона успадкувала від батька. Меггі, як і батько, має дар оживлювати героїв книг.Належить до реального світу

### Мортімор
Батько Меггі має здатність оживлювати персонажів прочитаних книг. Він читав книгу "Чорнильне серце", коли Козерог, Баста і Вогнерукий вийшли з книги у наш світ, а дружина потрапила на сторінки книги. Одинадцять років палітурник (професія Мо) шукає можливість повернути свою дружину.

### Елінор
Тітка Меггі, залюблена у книжковий світ.  Вона не бачить реального життя за книжковими скарбами. Елінор підтримала Меггі, зазнала страждань заради спільної справи. 

### Феноліо
Автор книги "Чорнильне серце" знайомиться зі своїми героями через цікавість, у нього відсутня відповідальність за своїх героїв. Він пройшов шлях від людини, що вигадує злодіїв для краси, до справжнього майстра слова. Феноліо байдужий до проблем інших, боїться за онуків та за себе. Він підтримав Меггі, гідний поваги, тому що здатен виправляти власні помилки.

### Вогнерукий
Мандрівний артист, пожирач вогню має супутника Гвіна, рогату куницю. Його волосся пісочного кольору, на обличчі три слабких шрами від порізів. Він шукає лише книгу, бо це єдиний шлях додому. Він зрадив Мортімера і продав його Козерогу, тому що Козеріг пообіцяв його повернути додому. Насправді Вогнерукий не є злим, кілька разів допомагав Меггі.

### Каприкорн
Козеріг - дуже високий чоловік, блідий, як пергамент, з коротким щетинистим волоссям і дуже блідими очима. Він є головним антагоністом книги. Каприкорн дбає лише про себе, і не хоче повертатися у свій світ і час. У дитинстві його жорстоко били, якщо він плакав або виявляв жалість до когось, що породило його злісні риси.

## Відзнаки
- На підставі опитування у 2007 році Національна освітня асоціація включила книгу до «100 найкращих книг для дітей і вчителів»

## Екранізація
За романом знято однойменний фільм, світова прем'єра якого відбулася 9 січня 2009 року. Країна виробництва: Німеччина, США. Режисером стрічки став Айейн Софтлі. У ролях знялися актори Стівен Грехем, Джемі Формений, Стів Спайрс, Метт Кинг, Хелен Міррен, Пол Беттані, Річард Стрейндж, Сієнна Гіллорі, Еліза Беннетт, Брендан Фрейзер.
| Чорнильне серце                    | Чорнильне серце                               |
| Tintenherz                         | Tintenherz                                    |
| ---------------------------------- | --------------------------------------------- |
| Обкладинка книги українською мовою |                                               |
| Жанр                               | фентезі                                       |
| Автор                              | Корнелія Функе                                |
| Мова                               | німецька                                      |
| Написано                           | 2009                                          |
| Видавництво                        | Scholastic Corporation[d]                     |
| Опубліковано                       | Видавництво: Теза                             |
| Переклад                           | Олекса Логвиненко                             |
| Нагороди                           | ALA Notable Books for Children[d]             |
| Наступний твір                     | Чорнильна кровЧорнильна смерть                |
| Сайт                               | 100buch.in.ua/12/Теза/46/Чорнильне+серце.html |